# Brendan Byrne
Brendan Thomas Byrne (West Orange, 1924. április 1. – Livingston, New Jersey, 2018. január 4.) amerikai jogász, politikus. 1974 és 1982 között New Jersey állam kormányzója.

## Életútja
1924. április 1-én született a New Jersey állambeli West Orange-ban az ír származású Francis A. Byrne (1886–1974) és Genevieve Brennan Byrne (1888–1969) öt gyermeke közül negyedikként.
1942-ben érettségizett a West Orange High Schoolban, majd a Seton Hall University-n tanult tovább, de következő év márciusában csatlakozott az amerikai hadsereghez és a légierőnél szolgált a második világháború alatt. A háború után folytatta egyetemi tanulmányait. 1949-ben a Princetoni Egyetemen diplomázott, majd 1951-ben a Harvard Egyetemen szerzett jogi diplomát.
1974. január 15. és 1982. január 19. között két terminuson át volt New Jersey állam kormányzója.